# Daniel Janssen
Pour les autres membres de la famille, voir Famille Janssen.
Le baron Daniel Janssen, né le 15 avril 1936 à Bruxelles, est un homme d'affaires belge. Il est le fils du baron Charles-Emmanuel Janssen et de Marie-Anne Boël.

## Biographie
Daniel Janssen a commencé son cycle scolaire à l'école Amélie Hamaïde à Bruxelles pendant la guerre (1940-1945), et l'a poursuivi pour les humanités à l'athénée Robert Catteau de Bruxelles (1945 à 1953). De 1953 à 1958, il a ensuite étudié à la faculté polytechnique de l'Université libre de Bruxelles où il obtient son diplôme d'ingénieur civil puis un certificat en physique nucléaire. De 1960 à 1962, il a étudié à la Harvard Business School aux Etats-Unis où il obtint un MBA.
Il a consacré son travail au développement des deux entreprises familiales, UCB et Solvay. En 2006, il prend sa retraite, mais reste membre de nombreux Conseils d'Administration pour des organisations dans lesquelles il s'était investi.
En 1970, il a épousé Thérèse Bracht et a eu 3 fils, Charles-Antoine (1971), Nicolas (1974) et Edouard (1978).

## Parcours Professionnel
De 1959 à 1960, il a travaillé au Cabinet du commissaire de Groote à l'Euratom
A son retour d'Harvard, de 1962 à 1984, il a travaillé chez UCB en tant qu'ingénieur, puis directeur de la R&D, puis CEO de 1975 à 1984. Il en a été vice-président du Conseil d'administration de 1984 à 2006. 
De 1986 à 1998, il a été successivement CEO de Solvay puis Président du Conseil d'administration de 1998 à 2006. 
Il fut également administrateur de Sofina et de la Générale de Banque en Belgique et de Schroeder à Londres.
Il a siégé dans divers conseils académiques et philanthropiques à l'ULB, à la Fondation Hoover pour ULB / VUB, à la Solvay Brussels School, au Club de Rome, au Quartier des Arts, à la Fondation Francqui, à la fondation Universitaire, à la Belgian American Education Fondation.
Il a été président de la FEB et du CEFIC. Il est membre associé de l'Académie royale de Belgique. Le Roi Baudouin l'a nommé Baron en 1986. Il a été Manager de l'année en Belgique en 1991. Il a offert une Chaire de responsabilité sociale des entreprises à la Solvay Brussels School. Il a été membre du Comité exécutif de Bilderberg,  de la Commission Trilatérale et membre de la Table ronde des industriels européens.